# Michael John Roberts
Michael John Roberts (* 16. September 1947 in Eccles) ist ein englischer Altphilologe.

## Leben
Er erhielt seinen B.A. von der Cambridge University (St John’s College) und einen Ph.D. von der University of Illinois at Urbana-Champaign. Bevor er an die Wesleyan University kam, unterrichtete er zwei Jahre an der University of Wisconsin-Milwaukee. Er erhielt Stipendien vom American Council of Learned Societies und der National Endowment for the Humanities. Von 1980 bis 2017 lehrte er an der Wesleyan University als Robert Rich Professor of Latin.
Sein Hauptforschungsgebiet ist die lateinische Poesie der Spätantike (Bibelepik, Prudentius, Venantius Fortunatus).

## Schriften (Auswahl)
- Biblical Epic and Rhetorical Paraphrase in Late Antiquity. Liverpool 1985, ISBN 0-905205-24-3.
- The Jeweled Style. Poetry and Poetics in Late Antiquity. Ithaca 1989, ISBN 0-8014-2265-5.
- Poetry and the Cult of the Martyrs. The Liber Peristephanon of Prudentius. Ann Arbor 1993, ISBN 0-472-10449-7.
- The Humblest Sparrow. The Poetry of Venantius Fortunatus. Ann Arbor 2009, ISBN 0-472-11683-5.
- Venantius Fortunatus, Poems. Cambridge 2017, ISBN 978-0-674-97492-0.